# Rafał Faryna
Rafał Faryna (ur. 28 września 1994) – polski siatkarz, grający na pozycji atakującego. 

## Sukcesy klubowe
Mistrzostwa Polski Juniorów:
- 2012

Mistrzostwo I Ligi:
- 2013

Mistrzostwo II Ligi:
- 2024